# Skt. Hans Aften ved Vejle Fjord
Skt. Hans Aften ved Vejle Fjord er et maleri af Harald Slott-Møller, dateret 1904.
Det er et landskabsmaleri, men kan også betragtes som et portrætmaleri, da kunstnerens hustru Agnes Slott-Møller sikkert er den rygvendte kvinde der sidder og kigger ud over Vejle Fjord Sankt Hans aften.
Atmosfæren i dette maleri er kendetegnet ved en usædvanlig brug af farver, ikke mindst i kvindens fremtrædende rød kappe. Da Harald Slott-Møller havde baggrund i naturalisme og symbolisme, må overflade og farverne anses at have symbolsk betydning også i dette maleri.
| Kunst | Spire Denne artikel om kunst er en spire som bør udbygges. Du er velkommen til at hjælpe Wikipedia ved at udvide den. |

55°43′17″N 9°32′12″Ø / 55.7214°N 9.5367°Ø